# Planet Punk
Planet Punk ist das sechste Studioalbum der deutschen Punkrock-Band Die Ärzte. Es erschien am 15. September 1995.

## Lieder
Schunder-Song (B-Seiten: Is ja irre, Regierung und Unholy) und Hurra (B-Seiten: Sex Me, Baby, Warrumska, Ekelpack (Live-Version) und Eine Frage der Ehre) waren die beiden Singleauskopplungen; zu Rod ♥ You gab es ein Video, das auch häufig auf VIVA und MTV zu sehen war, jedoch wurde dazu nur eine Promo-Single für Radiostationen veröffentlicht. Der Schunder-Song, einer der größten Hits, wurde nach dem Crewmitglied und DRM-Mitarbeiter Erik Schunder benannt. In ihm geht es um Mobbing und Rachegefühle. Hurra beschreibt eine heile Welt, in der alle Probleme Vergangenheit sein sollen. Am Ende des Liedes kommt ein gesprochener Ausschnitt von Scott Mosier („That’s beautiful, man.“) aus dem Film Clerks – Die Ladenhüter von Kevin Smith.
Das Soundsample am Ende von Geh mit mir stammt aus der Familie-Feuerstein-Episode Fröhliche Musikanten (Season 1, Episode 2), gesprochen von der Figur Hot Lips Hannigan. Im Original beginnt das Sample mit dem Satz „Und nun, Leute, stellt der Mann mit der granitenen Kehle die Musikalische Frage: […]“. Dieser Teil wurde später im Song Vokuhila Superstar auf dem Album Le Frisur verwendet.
Mein Freund Michael macht sich über Michael Schumacher lustig; unter anderem wird die Monotonie von Formel-1-Rennen parodiert, bei denen er „immer im Kreis“ fahre; die Sprechinstanz habe für ihn eine Lebensversicherung auf ihren Namen abgeschlossen. Am Schluss wird eine Sequenz von Michael Schumacher selbst aus einem Renault-Werbespot eingespielt, in der er sagt: „Ich hab’ noch lange nicht genug!“.
Der Text wurde nicht im Booklet abgedruckt, stattdessen sind nur schwarze Zensurstriche zu sehen. Die Band begründete die Entscheidung damit, dass die für den Druck zuständige Firma nahe Verbindungen zu Ferrari hatte und es zu riskant erschien, den Text dort vor der Veröffentlichung bekannt werden zu lassen.
Die Titel 1, 9 und 17 beginnen und/oder enden jeweils mit einem Spruch aus dem Film UHF – Sender mit beschränkter Hoffnung von Weird Al Yankovic.
Der Begriff Misanthrop stammt aus dem Griechischen und heißt übersetzt „Der Menschenfeind“.
Nazareth hat weder mit Jesu Heimatstadt noch mit der gleichnamigen Band zu tun, sondern handelt von einem Menschen, der Nasensekret isst. Laut Booklet ist das Lied ein „besonderer Gruß an die Veganerbewegung“, der Bela B. seit 2011 selbst angehört.
Im Song Meine Ex(plodierte Freundin) kommen die Zeilen: „Sie hatte einen süßen Körper, so wie der eine von den Krupps, wie hieß er noch?“. Die Antwort auf diese Frage, der Ausspruch „Dörper!“ wird von Ralf Dörper selbst gesprochen. Die Antwort auf die Zeile „Grad eben lag sie neben mir, jetzt liegt sie überall“, nämlich „im Raum verteilt“, stammt von Heinz Strunk. Er spielte außerdem die Querflöte in diesem Lied und in Rod ♥ You. Außerdem findet sich im Lied Meine Ex(plodierte Freundin) ein Hinweis auf das Lied Außerirdische vom Ärzte-Album Das ist nicht die ganze Wahrheit…: „Die nächste wurde dann von Außerirdischen entführt“.
Der Titel B.S.L. steht für „Brutal schneller Lärm“, Trick 17 m.S. heißt im Klartext „Trick 17 mit Selbstüberlistung“.
Der Co-Gesang in Geh mit mir und Backing Vocals in Rod ♥ You stammen von Jasmin Tabatabai von der Band Even Cowgirls Get the Blues. In Rod ♥ You ist auch die Sängerin Chichi zu hören, sie spricht außerdem die weibliche Stimme in Die Banane.

## Gestaltung
Auf dem Cover, gestaltet von Schwarwel findet sich eine orangefarbene Weltkugel mit goldenen Kontinenten darauf. Sie wurde verziert durch die Punk-Attribute Irokesenschnitt, Sicherheitsnadel und Piercing. Das Album wird als Digipack vertrieben.
Im Booklet mit Fotos von Olaf Heine finden sich neben den Texten auch einige persiflierte Werbeanzeigen. Es ist wie eine fiktive Zeitschrift aufgebaut. Dabei handelt es sich um die „Jubiläumsausgabe“ von Planet Punk, dem Magazin für Punkerinnen, Punks, Punkrocker und deren Freundinnen (No.2). Auf der Rückseite findet sich das Bild einer Rasierklinge und die Worte „100 Jahre Punkrock – 1895–1995“.

## Titelliste
1. Super drei (Rodrigo González, Farin Urlaub/Rodrigo González, Bela B., Farin Urlaub) – 2:15
2. Schunder-Song (Farin Urlaub) – 3:06
3. Hurra (Farin Urlaub) – 3:26
4. Geh mit mir (Bela B.) – 2:29
5. Langweilig (Farin Urlaub) – 3:07
6. Mein Freund Michael (Farin Urlaub) – 3:38
7. Rod ♥ You (Bela B., Rodrigo González) – 3:26
8. Der Misanthrop (Farin Urlaub) – 3:22
9. Vermissen, Baby (Rodrigo González/Bela B.) – 3:37
10. Nazareth (Bela B.) – 4:20
11. Meine Ex(plodierte Freundin) (Farin Urlaub) – 3:39
12. Die Banane (Bela B., Rodrigo González/Bela B.) – 4:33
13. B.S.L. (Farin Urlaub) – 2:35
14. Die traurige Ballade von Susi Spakowski (Bela B.) – 4:01
15. Red mit mir (Farin Urlaub) – 3:58
16. Trick 17 m.S. (Farin Urlaub) – 3:04
17. Opfer (Farin Urlaub) – 3:01